# Eois semirosea
Eois semirosea är en fjärilsart som beskrevs av Paul Dognin 1913. Eois semirosea ingår i släktet Eois och familjen mätare. Inga underarter finns listade i Catalogue of Life.